# Azúrkék vanga
Az azúrkék vanga, vagy kék vanga (Cyanolanius madagascarinus) a madarak osztályának verébalakúak (Passeriformes) rendjébe és a vangagébicsfélék (Vangidae) családjába tartozó Cyanolanius nem faja.
A Cyanolanius nemet eredetileg egymaga képviselte, de az utóbbi időkben több tudós is különálló fajnak ismeri el a Comore-szigeteken elő madarakat comoro-szigeteki vanga (Cyanolanius comorensis) néven.

## Előfordulása
Madagaszkár, a Comore-szigetek és Mayotte területén honos. A vangafélék családjából ez az egyetlen faj, amelyik Madagaszkáron kívül is előfordul.
A természetes élőhelye szubtrópusi és trópusi síkvidéki és hegyi esőerdők, száraz erdők, mangroveerdők, valamint erősen leromlott egykori erdők. Állandó, nem vonuló faj.

## Alfajai
Amennyiben a Comore-szigeteki madarakat nem ismerik el különálló fajként, a fajnak kettő alfaja van:
- Cyanolanius madagascarinus madagascarinus – Madagaszkár
- Cyanolanius madagascarinus comorensis – A Comore-szigetek közül Mohéli (Gran Comoro szigetéről valószínűleg mára kihalt), valamint Mayotte

## Megjelenése
Átlagos testtömege 21-22 gramm.

## Külső hivatkozások
- Képek az interneten a fajról
- Internet Bird Collection - videók a fajról
- Xeno-canto.org - a faj hangja